# Escandio
El escandio es un elemento químico de la tabla periódica cuyo símbolo es Sc y su número atómico es 21. Es un metal de transición que se encuentra en minerales de Escandinavia y que se clasifica con frecuencia entre los lantánidos por sus similitudes con ellos.
Es un elemento de bloque D metálico de color blanco plateado; históricamente se ha clasificado como un elemento de tierras raras, junto con el itrio y los lantánidos. Fue descubierto en 1879 mediante análisis espectral de los minerales euxenita y gadolinita de Escandinavia.
El escandio está presente en la mayoría de los depósitos de compuestos de tierras raras y de uranio, pero se extrae de estos minerales sólo en unas pocas minas en todo el mundo. Debido a la baja disponibilidad y las dificultades en la preparación del escandio metálico, que se realizó por primera vez en 1937, las aplicaciones del escandio no se desarrollaron hasta la década de 1970, cuando se descubrieron los efectos positivos del escandio en las aleaciones de aluminio y su uso en dichas aleaciones. Sigue siendo su única aplicación importante. El comercio mundial de óxido de escandio es de 15 a 20 toneladas por año.
Las propiedades de los compuestos de escandio son intermedias entre las del aluminio y el itrio. Existe una relación diagonal entre el comportamiento del magnesio y el escandio, al igual que existe entre el berilio y el aluminio. En los compuestos químicos de los elementos del grupo 3, el estado de oxidación predominante es +3.

## Características principales

### Características químicas
El escandio es un metal blando de apariencia plateada. Desarrolla un tono ligeramente amarillento o rosado cuando se oxida con el aire. Es susceptible a la intemperie y se disuelve lentamente en la mayoría de los ácidos diluidos . No reacciona con una mezcla 1:1 de ácido nítrico (HNO
3) y ácido fluorhídrico (HF) al 48,0 % , posiblemente debido a la formación de una capa pasiva impermeable. Las virutas de escandio se encienden en el aire con una llama amarilla brillante para formar óxido de escandio.
Es un metal blando, muy ligero, resistente al ataque del ácido nítrico y fluorhídrico, cuyo color plateado deslustra expuesto al aire adoptando un color ligeramente rosado. Su estado de oxidación más común es +3 y sus sales son incoloras. Sus propiedades son más parecidas a las del itrio y los lantánidos que a las del titanio por lo que suele incluirse con frecuencia entre las tierras raras.

## Aplicaciones
El óxido de escandio Sc2O3, se utiliza en luces de alta intensidad y añadiendo yoduro de escandio en las lámparas de vapor de mercurio se consigue una luz solar artificial de muy alta calidad. El isótopo radiactivo Sc-46 se usa en la industria petrolífera como trazador.
La aplicación principal del escandio en peso es en las aleaciones de aluminio-escandio para componentes menores de la industria aeroespacial. Estas aleaciones contienen entre 0,1 % y 0,5 % del escandio. Estas fueron utilizadas en los aviones militares rusos Mig 21 y Mig 29. Sin embargo, las aleaciones de titanio, que son similares en ligereza y resistencia, son más baratas y mucho más ampliamente utilizadas.
La adición de escandio al aluminio limita el crecimiento de granos en la zona de calor de los componentes de aluminio soldados. Esto tiene dos efectos beneficiosos: el Al
3Sc precipitado forma cristales más pequeños que en otras aleaciones de aluminio, y se reduce el volumen de las zonas libres de precipitados en los límites de grano de las aleaciones de aluminio endurecibles por envejecimiento. Ambos efectos aumentan la utilidad de la aleación. El precipitado de Al
3Sc es coherente y fortalece la matriz de aluminio mediante la aplicación de campos de deformación elásticos que inhiben el movimiento de dislocación (es decir, deformación plástica).El Al
3Sc tiene un equilibrio L12 de estructura de superrejilla exclusiva de este sistema. Se puede lograr una fina dispersión de precipitado a nanoescala mediante un tratamiento térmico que también puede fortalecer las aleaciones mediante el endurecimiento del orden.
Los desarrollos recientes incluyen la adición de metales de transición como el Zr y de metales de tierras raras como el Er, que producen cáscaras que rodean el precipitado esférico Al
3Sc que reducen el engrosamiento. Estas envolturas están dictadas por la difusividad del elemento de aleación y reducen el coste de la aleación debido a que se sustituye menos Sc en parte por Zr manteniendo la estabilidad y se necesita menos Sc para formar el precipitado. Estos han hecho que Al
3Sc sea algo competitivo con las aleaciones de titanio junto con una amplia gama de aplicaciones. Sin embargo, las aleaciones de titanio, que son similares en ligereza y resistencia, son más baratas y se utilizan mucho más.
La aleación Al
20Li
20Mg
10Sc
20Ti
30 es tan fuerte como el titanio, ligera como el aluminio y dura como algunas cerámicas.

## Historia
El escandio (del latín científico scandĭum, y éste de Scandio, Escandinavia) fue descubierto por Lars Fredrick Nilson en 1879 mientras trabajaba con su equipo en la búsqueda de metales tierras raras mediante análisis espectral de los minerales euxenita y gadolinita. Para aislar el elemento procesó 10 kg de euxenita con otros residuos de tierras raras logrando aproximadamente 2 g de óxido (Sc2O3) de gran pureza.
En 1869 Dmitri Mendeleyev predijo, basándose en las leyes periódicas, que este metal debía tener propiedades similares a las del boro por lo que llamó al elemento aún por descubrir ekaboro (símbolo Eb). Aproximadamente en la misma época que Nilson, Per Theodor Cleve descubrió el óxido de escandio y confirmó que se trataba del ekaboro.
En 1937 se aisló por vez primera el metal por electrólisis de una solución eutéctica de potasio, litio y cloruros de escandio a 700-800 °C empleando como electrodos un filamento de wolframio y un baño de zinc líquido en un crisol de grafito. La primera libra de escandio del 99 % de pureza se fabricó en 1960.

## Abundancia y obtención
Las únicas fuentes concentradas conocidas del metal, que no se encuentra en estado nativo, son minerales poco abundantes de Escandinavia y Madagascar como euxenita, gadolinita y thortveitita. En la corteza terrestre, el escandio no es raro. Las estimaciones varían de 18 a 25 ppm, que es comparable a la abundancia de cobalto (20 a 30 ppm). El escandio es solo el 50.º elemento más común en la Tierra (35.º más abundante en la corteza). Sin embargo, el escandio se distribuye escasamente y se encuentra en pequeñas cantidades en muchos minerales. Minerales raros de Escandinavia y Madagascar como thortveitita, euxenita y gadolinita son las únicas fuentes concentradas conocidas de este elemento. La thortveitita puede contener hasta un 45 % de escandio en forma de óxido de escandio.
Es más abundante en el Sol y estrellas similares (23.º en abundancia) que en la Tierra (50.º) donde se encuentra muy repartido, apareciendo trazas del metal en más de 800 minerales. El color azul del aguamarina, variedad del berilo, se cree que se debe a la presencia de escandio y aparece entre los residuos de la wolframita tras la extracción del wolframio.
La thortveitita es la principal mena de escandio siendo otra fuente importante los residuos de la extracción del uranio donde se obtiene como subproducto. El metal se obtiene industrialmente por reducción del fluoruro de escandio con calcio.
La forma estable de escandio se crea en supernovas a través del proceso R. Además, el escandio se crea por espalación de rayos cósmicos de los núcleos de hierro más abundantes.
- 28Si + 17n → 45Sc (Proceso-R)
- 56Fe + p → 45Sc + 11C + n (Espalación de rayos cósmicos)

## Producción
La producción mundial de escandio es del orden de 15-20 toneladas por año, en forma de óxido de escandio . La demanda es aproximadamente un 50 % más alta y tanto la producción como la demanda siguen aumentando. En 2003, solo tres minas producían escandio: las minas de uranio y hierro en Zhovti Vody en Ucrania, las minas de tierras raras en Bayan Obo, China, y las minas de apatita en la península de Kola, Rusia ; desde entonces, muchos otros países han construido instalaciones de producción de escandio, incluidas 5 toneladas/año (7,5 toneladas/año de Sc2O3) por Nickel Asia Corporation y Sumitomo Metal en Filipinas.
En los Estados Unidos, NioCorp Development espera recaudar en breve mil millones $ para la apertura de una mina de niobio en su sitio de Elk Creek en el sureste de Nebraska que puede producir hasta 95 toneladas de óxido de escandio anualmente. En cada caso, el escandio es un subproducto de la extracción de otros elementos y se vende como óxido de escandio.

## Precio
El Servicio Geológico de Estados Unidos informa que, de 2015 a 2019 en los EE. UU., el precio de pequeñas cantidades de lingotes de escandio ha sido de $ 107 a $ 134 por gramo, y el del óxido de escandio de $ 4 a $ 5 por gramo.

## Isótopos
El escandio natural tiene un único isótopo estable, el Sc-45. Se conocen 13 isótopos radiactivos de los que los más estables son el Sc-46 con un periodo de semidesintegración de 83,79 días, el Sc-47 (3,3492 días) y Sc-48 (43,67 horas); los demás isótopos radiactivos tiene periodos de semidesintegración inferiores a las 4 horas y la mayoría menores de 2 minutos. Se conocen además 5 estados metaestables, siendo el más estable el Scm-44 (periodo de semidesintegración de 58,6 horas).
La masa atómica de los isótopos de escandio varía desde 39,978  uma del Sc-40 hasta 53,963 uma del Sc-54. El modo de desintegración principal de los isótopos más ligeros que el estable (Sc-45) es la captura electrónica originándose isótopos de calcio, mientras que los isótopos más pesados que el estable se desintegran principalmente mediante emisión beta dando lugar a isótopos de titanio.

## Precauciones
El polvo de escandio metálico es inflamable. El escandio elemental se considera no tóxico, aunque no se han realizado pruebas exhaustivas de compuestos de escandio en animales. La dosis letal media (LD50)  niveles de cloruro de escandio para las ratas se han determinado como 755 mg/kg por vía intraperitoneal y 4 g/kg para la administración oral. A la luz de estos resultados, los compuestos de escandio deben manipularse como compuestos de toxicidad moderada. El cuerpo parece manipular el escandio de una manera similar al galio, su contraparte del bloque D completo, con peligros similares relacionados con su hidróxido poco soluble.[cita requerida]